# 临海镇
临海镇，是中华人民共和国江苏省盐城市射阳县下辖的一个乡镇级行政单位。

## 行政区划
临海镇下辖以下地区：
八大家社区、团洼社区、双洋社区、五岸社区、二垛社区、东兴社区、中五社区、同胜社区、六垛社区、星晨社区、金海村、新东村、后涧村、渠西村、盐店村、兴盛村、华兴村、兴圩村、曙东村和头厂村。